# ألانغ
ألانغ هي بلدة تقع في ولاية كجرات، الهند، يوجد بالبلدة أكبر مقبرة سفن في العالم.